# Стриминг
Стриминг (енгл. streaming; још познат као стриминг медија или интернет стриминг) је врста мултимедијског садржаја, односно технологија у којој корисник истовремено прима и репродукује их, за разлику од класичних метода преузимања где корисник мора чекати да се преузимање заврши како би извршио репродукцију. Глагол "стриминг" се најчешће употребљава за означавање овог начина достављања мултимедијског садржаја, а не на мултимедијски садржај који се конзумира као што су интернетска телевизија, вевкедтови или интернетски радио. Баш зато је стриминг еквивалентан класичном радијском и телевизијском начину емитовања.
Клијент, односно корисник, може почети са репродукцијом чак пре него што се цели мултимедијски садржај преузео. Најчешће коришћење стриминг сервиса је конзумирање садржаја уживо (такође се може пружати видео на захтев) путем интернетских сервиса као што су Нетфликс, Спотифај или Епл музика, где се садржај не преузима уживо док се дешава, већ из каталога постојећих мултимедијских садржаја, али се и даље користи технологија стриминга за пружање услуге.
Пренос уживо (енгл. Live streaming) је такође кориштен термин који означава било кога, било да је приватни корисник или компанија, који користе неку врсту изворног медија (као што су видео-камера или софтвер за снимање екрана), кодер за дигитализацију садржаја, програм који подржава пренос уживо и допушта одабир изворног медија (на пример ОБС) и страницу или мрежу која допушта корисницима емитовање садржаја (на пример за садржај који искључиво има везе са играма, може се користити сервис Твич или за пренос уживо.